# Сара Мореа
Сара Елізабет Мореа (швед. Sara Elisabeth "Sara Lisa" Moraea, в шлюбі Лінней, von Linné; 1716—1806) — дружина та спадкоємиця Карла Ліннея, мати Карла Ліннея молодшого.

## Життєпис

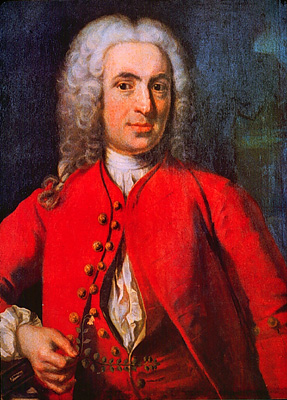
Карл Лінней в костюмі молодого (1739).
Картина шведського художника Юхана Шеффеля

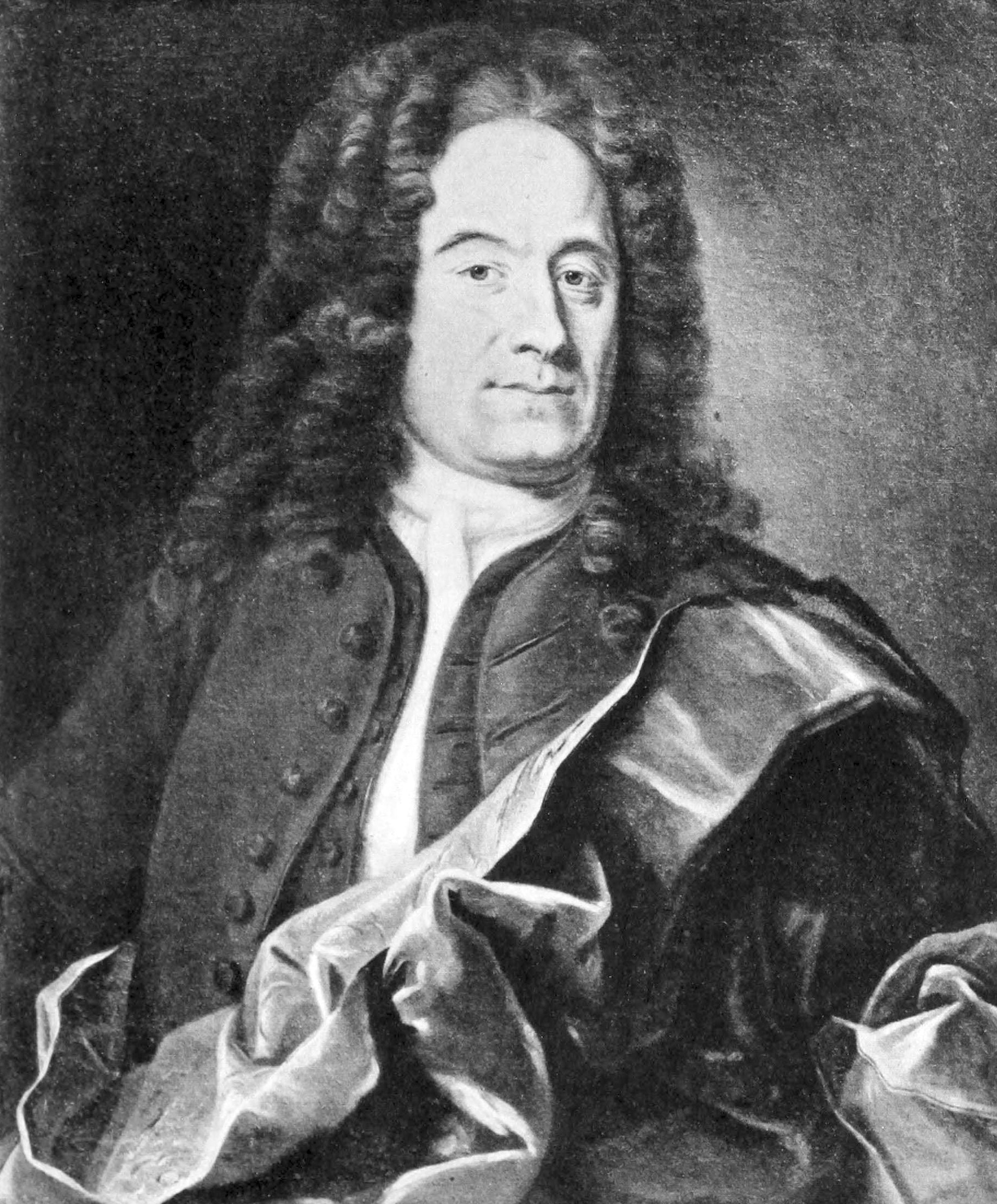
Юхан Мореус, батько Сари Елізабет

Народилася 26 квітня 1716 року в Фалуні в родині лікаря Юхана Мореуса (1672—1742), вельми заможного та освіченого, і його дружини Елізабет Гансдоттер (Elisabeth Hansdotter, 1691—1769). Обоє були вихідцями із заможних родин. Сара росла на фермі поблизу Фалуна. В родині загалом було семеро дітей. Вона закінчила звичайну школу.
Наприкінці 1734 року, на Різдвяних канікулах, у Фалуні 18-річна Сара Елізабет Мореа познайомилася з Карлом Ліннеєм, який жив там, викладаючи пробірну справу і мінералогію та практикуючи медицину. Вже через два тижні Лінней зробив їй пропозицію. Як писав він в одній із автобіографій, йому «зустрілася дівчина, з якою він хотів би жити і померти. Отримане від неї 16 січня „так“ було підтверджено її батьком 17 січня…». Батько Сари Елізабет прийняв пропозицію з умовою, що Лінней до весілля виїде за кордон і захистить докторську дисертацію, щоб забезпечити майбутню сім'ю.
Наприкінці лютого 1735 року вони заручилися без проведення офіційної церемонії, яку було вирішено відкласти на три роки. Навесні Лінней виїхав до Голландії. Повернувся в 1738 році. Одружилися вони 26 червня 1739 року, весілля відбулося в будинку, в даний час відомому як Svedens gård, що є об'єктом всесвітньої спадщини. Шлюб характеризувався сучасниками як щасливий. У 1758 році чоловік придбав маєток Hammarby (нині Linnés Hammarby). Після смерті чоловіка Сара Елізабет керувала маєтком протягом 30 років, до кінця свого життя живучи там з двома доньками.
Після смерті в 1783 році сина Карла-молодшого Сара Елізабет успадкувала чимало книг, рукописів, гербарій і листування Карла Ліннея. Через фінансові проблеми вона була змушена продати більшу частину з них — за заповітом чоловіка вони повинні були бути продані тому, хто запропонує найвищу ціну. Цією людиною став англієць Джеймс Едвард Сміт, який на основі цього придбання став одним із засновників Лондонського Ліннеївського товариства.
Сара Елізабет Мореа померла 20 квітня 1806 року і була похована поряд із чоловіком і сином Карлом в Уппсальському соборі.

### Родина
У шлюбі Сара Елізабет народила семеро дітей, п'ятеро з яких дожили до повноліття:
- Карл (1741—1783),
- Елізабет Крістіна (1743—1782),
- Сара Магдалена (Sara Magdalena, 1744—1744),
- Ловіса (Lovisa, 1749—1839),
- Сара Крістіна (1751—1835),
- Йоганнес (Johannes, 1754—1757),
- Софія (Sofia, 1757—1830).

## Пам'ять
- Ім'ям Сари Елізабет Мореа названа одна з вулиць в Kärringstan — житловому районі Енскедедалена.
- Сара Елізабет Мореа і Карл Лінней є головними героями серіалу «Sara Lisa och Linné» Марії Берґстрем (Maria Bergström) та Нікласа Йонссона (Niklas Jönsson).
- У телесеріалі «Linné och hans apostlar» (2004) роль Сару Мореа грає акторка Кетрін Ганссон.